# Фанза

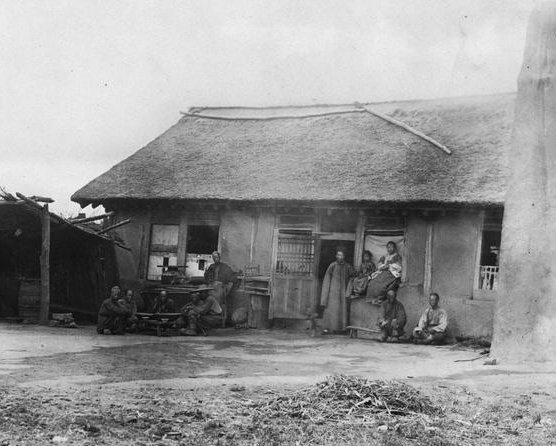
Манзовская фанза, ок. 1875 г. фото В.В. Ланина

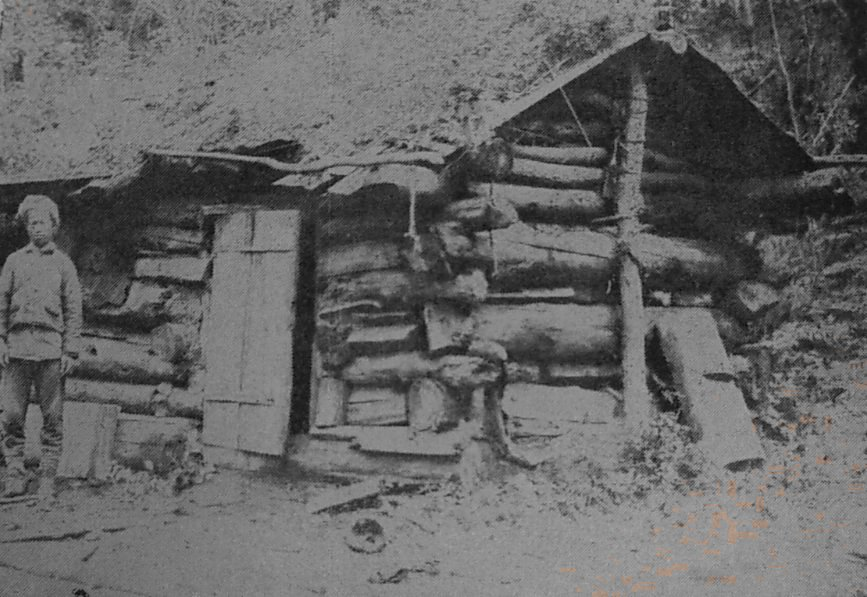
Зверовая фанза в Уссурийской тайге, нач. XX в.

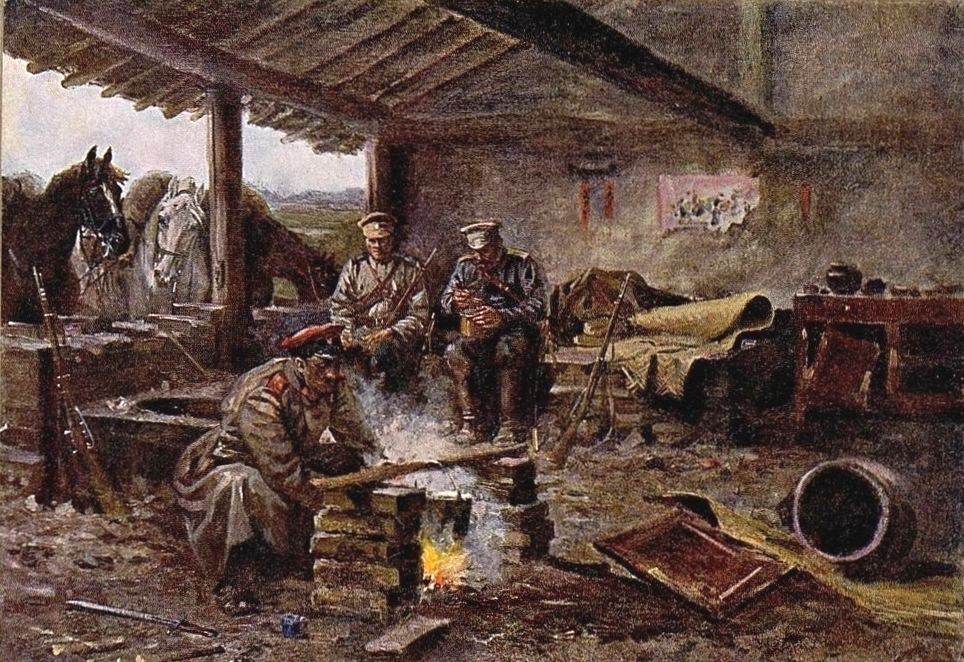
Драгуны 51-го Черниговского полка на привале в разрушенной фанзе.

Фанза (кит. трад. 房子, пиньинь fángzi, палл. фанцзы, буквально: «дом») — тип традиционного жилища, распространенный в Китае, Корее и на Дальнем Востоке России у коренных народов.
Прямоугольное, как правило двух- или трёхкомнатное строение, каркасно-столбовое, с соломенными, саманными или кирпичными стенами и двускатной крышей из соломы, тростника или черепицы. Входная дверь располагается по направлению либо к ближайшей реке или на юг. Входная дверь ведёт в кухню; в ней расположен очаг, которым с помощью дымоходов отапливают комнатные каны (тёплые широкие нары). Внутри кана проходил дымоход, сложенный из плоских камней и начинавшийся от очага, сложенного у поперечной стены в общем отделении дома. Ходы выведены наружу в длинную трубу, которая стоит немного в стороне от фанзы и не превышает конька крыши.
Вмазанный в очаг железный котел служил обитателям фанзы для приготовления пищи. Горячие угли из очага высыпались на особое возвышение — угольник — и использовались для раскуривания трубок, подогревания воды, просушки одежды и т. п. В редких случаях огонь разводился прямо на угольнике, при этом дым выходил через открытую дверь. Фанза зачастую не имела потолка, крыша поставлена непосредственно на стены, поперек стен укладывалось несколько жердей для развешивания одежды, шкур и т. п.
Такой тип конструкции, характерный для сельского жилища в Северо-Восточном Китае, выработался примерно в VII−X вв.
Владимир Клавдиевич Арсеньев в своей книге «Дерсу Узала» так описывает фанзу:

Она имеет два или три окна, по одному с каждой стороны, и две двери, всегда обращенные к речке… Тут есть очаг с железным котлом и кан для спанья, нагреваемый дымовыми ходами…